# 大和町 (佐賀縣)
大和町（日语：／ Yamato chō */?）是過去位于日本佐賀縣東部的一個城鎮，屬佐賀郡。已於2005年10月1日合併為新設置的佐賀市。

## 歷史

### 年表
- 1889年4月1日：實施市町村制，最後的轄區在當時分屬佐賀郡春日村、川上村、松梅村。[1]
- 1955年4月16日：春日村、川上村、松梅村合併為大和村。
- 1959年1月1日：大和村改制為大和町。
- 2005年10月1日：佐賀市、富士町、大和町、諸富町、三瀨村合併為新設置的佐賀市。

## 交通

### 道路
高速道路
- 長崎自動車道：佐賀大和交流道

## 教育

### 高等學校
- 佐賀縣立高志館高等學校

## 姊妹、友好都市

### 日本
過去在全日本名為「大和」的市町村共同組了，意思為日本聯邦，但已於2004年4月18日解散。